# Wilhelm von Heyden-Cadow
Wilhelm Carl Heinrich von Heyden [-Cadow] (né le 16 mars 1839 à Stettin et mort le 20 juin 1920 au manoir de Plötz, arrondissement de Demmin) est un homme politique prussien et ministre d'État de l'Agriculture, des Domaines et des Forêts. Il est propriétaire terrien à Cadow près de Jarmen et Plötz.

## Biographie
Wilhelm von Heyden-Cadow est issu de la famille noble de Poméranie von Heyden et est le fils de l'administrateur de l'arrondissement de Demmin Hermann von Heyden (de) (1810-1851), propriétaire de Leistenow, Gatschow et Cadow, et de sa première épouse Emilie Lüdicke (1813-1844). Le 28 septembre 1866, il épouse à Demmin Auguste von Trotha (née le 29 août 1842 à Rathmannsdorf et morte le 31 mars 1922 au manoir de Cadow), la fille du chambellan ducal d'Anhalt et de l'assesseur du gouvernement royal prussien Franz von Trotha, seigneur de Rybienitz et autres, et d'Agathe baronne von Maltzahn.
Il étudie d'abord le droit à l'Université de Heidelberg et devient actif dans le Corps Vandalia Heidelberg (de) en 1858. En tant qu'inactif, il s'installe à l'Université Frédéric-Guillaume de Berlin. À partir de 1861, il travaille dans le service judiciaire prussien des tribunaux d'arrondissement (de) de Berlin et de Prenzlau. Il travaille ensuite à la cour d'appel de Stettin (de). En 1864, il devient membre du conseil de l'arrondissement de Demmin. Après avoir dirigé temporairement le bureau de l'arrondissement de Demmin depuis avril 1867, il est élu administrateur de l'arrondissement l'année suivante et travaille dans ce bureau jusqu'en 1873. En 1870/71, il participe comme capitaine de cavalerie dans la réserve du 9e régiment d'uhlans (de) et participe à la guerre contre la France.
À partir de 1871, il est membre du parlement communal de l'ancienne Poméranie-Antérieure et de la Poméranie-Ultérieure (de) et en 1875, il devient vice-président du comité provincial de Poméranie. De 1877 à 1881, il est directeur régional de l'Association provinciale de Poméranie (de).
De 1877 à 1888, il est député de la Chambre des représentants de Prusse avec le Parti conservateur allemand pour la circonscription de Demmin-Anklam-Usedom-Wollin-Ueckermünde. De 1881 à 1890, il est président du district de Francfort. À partir de 1884, il est membre du Conseil d'État prussien.
En 1890, il est nommé ministre de l'Agriculture, des Domaines et des Forêts sous le gouvernement du chancelier Leo von Caprivi. En 1894, il y a des divergences avec l'empereur Guillaume II, qui veut subordonner la planification de l'administration forestière de l'État à son objectif d'avoir une population de cerfs élaphes importante dans la lande de Rominten (de). Il s'attire le mécontentement de l'empereur (Qu'est-ce que le ministre a à faire de mes cerfs ?) et démissionne de son poste. Mais il est resté actif dans la vie publique ; de 1907 à 1911, il est président du parlement provincial de Poméranie (de).